# Trijueque
Trijueque è un comune spagnolo di 1 226 abitanti situato nella comunità autonoma di Castiglia-La Mancia.
Oltre al capoluogo vi sono anche i centri abitati di La Beltraneja e Mirador del Cid.